# Czarne (gromada w powiecie włocławskim)
Czarne – dawna gromada, czyli najmniejsza jednostka podziału terytorialnego Polskiej Rzeczypospolitej Ludowej w latach 1954–1972.
Gromady, z gromadzkimi radami narodowymi (GRN) jako organami władzy najniższego stopnia na wsi, funkcjonowały od reformy reorganizującej administrację wiejską przeprowadzonej jesienią 1954 do momentu ich zniesienia z dniem 1 stycznia 1973, tym samym wypierając organizację gminną w latach 1954–1972.
Gromadę Czarne z siedzibą GRN w Czarnem utworzono – jako jedną z 8759 gromad na obszarze Polski – w powiecie włocławskim w woj. bydgoskim, na mocy uchwały nr 24/17 WRN w Bydgoszczy z dnia 5 października 1954. W skład jednostki weszły obszary dotychczasowych gromad Czarne, Okna, Patrówek, Trzebowo i Zawada, ponadto wieś Skrzynki z dotychczasowej gromady Skrzynki, wieś Nowa Wieś z dotychczasowej gromady Stawek oraz wieś Załuszkowo z dotychczasowej gromady Załuszkowo ze zniesionej gminy Baruchowo w tymże powiecie. Dla gromady ustalono 17 członków gromadzkiej rady narodowej.
Gromadę zniesiono 31 grudnia 1959, a jej obszar włączono do gromady Kłotno w tymże powiecie.